# بدنامی
بدنامی (به انگلیسی: Disgrace) یک رمان نوشته جان ماکسول کوتسی نویسنده اهل آفریقای جنوبی است که در سال ۱۹۹۹ در انگلستان منتشر و در همان سال برنده جایزه ادبی من بوکر شد. جان ماکسول کوتسی دو بار (در سال‌های ۱۹۹۹ و ۱۹۸۳) موفق به کسب جایزه ادبی من بوکر شده‌است و همچنین در سال ۲۰۰۳ برنده جایزه نوبل ادبیات نیز شده‌است.